# 智里爾班多爾烏帕齊拉
智里爾班多爾乌帕齐拉是孟加拉国迪納傑布爾縣的一个乌帕齐拉，位於朗布爾专区的迪納傑布爾縣。

## 人口
據1991年孟加拉國人口普查，智里爾班多爾共有戶數42,790戶，人口232409人。其中男性佔比51.43%，女性佔比48.57%；成年人口114,095人。該地7歲以上人口之平均識字率為28.6%。